# 布央谷
布央谷位于马来西亚吉打州双溪大年市傌莫镇附近。这里曾经是古老马来王国三佛齐遗址，四周遍布历史遗迹，是考古学家在马来西亚考古的热门地。印度文明早在布央谷最少提前100年至公元3世纪出现。布央谷考古博物馆展出的许多古代文物，有陶器、石器以及一些各种材质的珠子。